# Asensio Julià
Asensio Julià, detto il Pescadoret (Valencia, 8 novembre 1760 – Madrid, 22 febbraio 1832), è stato un pittore spagnolo.

## Biografia

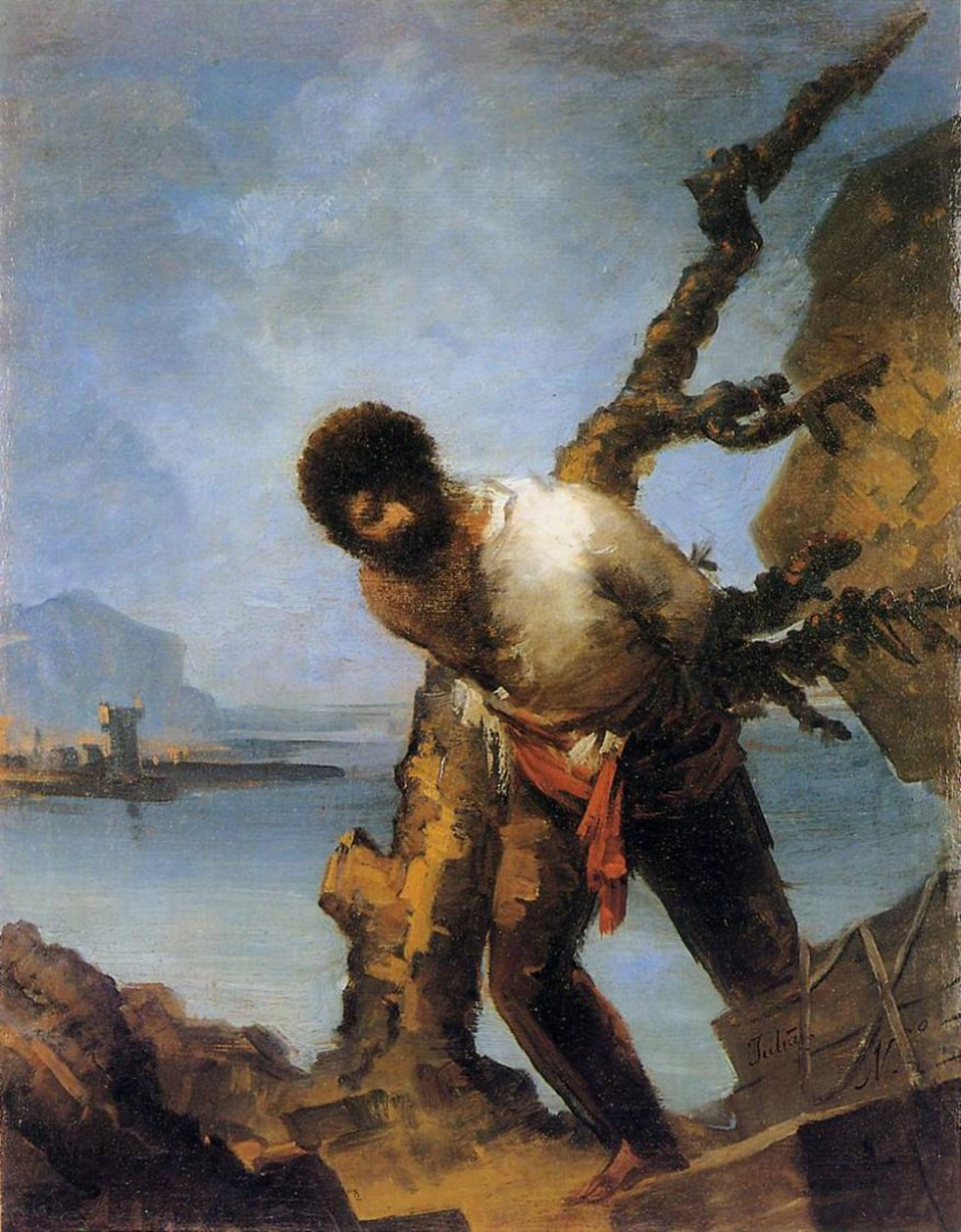
Il contrabbandiere, (Museo di belle arti di Valencia, 1815).

Julià, figlio del pescatore Matías Julià e di Jacinta Alvarrachi, fu battezzato nella Chiesa di Nostra Signora del Rosario di Valencia.
Studiò all'Accademia Reale di San Carlos a Valencia, dal 1771 al 1775, dopodiché all'età di ventisei anni si trasferì a Madrid, dove collaborò con il pittore valenziano Mariano Salvador Maella (1739-1819).
Julià nel 1783 frequentò la Real Academia de Bellas Artes de San Fernando, dove successivamente insegnò arte, e nel 1790 soggiornò a Cabañal, dove conobbe il maestro Goya (1746-1828).
Nello stesso anno Goya si rivolse a Julià per essere aiutato nella realizzazione della decorazione dell'eremo di San Antonio de la Florida a Madrid. In quegli anni  Goya dipinse il ritratto dell'allievo intitolato Goya a su amigo Asensi. Sempre assieme al Goya, Julià lavorò a cinque pitture allegoriche per la facciata del palazzo di Tadeo José Bravo de Rivero (1754-1820) a Madrid.
Il 30 agosto 1797 Julià si sposò con la diciannovenne Rosa Fabre, figlia dello chef francese Esteban Fabre.
Julià aiutò il Goya per numerosi anni e fu uno dei pochi allievi e aiutanti del Goya ad essere documentato. Intensa fu la collaborazione soprattutto durante la guerra di indipendenza spagnola (1808-1814), come ben dimostrano le rappresentazioni romantiche degli eventi di quegli anni, tra le quali Il contrabbandiere, Il Duello, l'Ufficiale che entra in un forte, il Soldato che rapisce una ragazza.
Le opere di Julià si caratterizzarono per i brillanti cromatismi e per la tecnica di disegno a macchia.
Nel 1819 Julià copiò l'autoritratto del Goya intitolato Autoritratto con il medico Arrieta e i critici d'arte ritengono che il pittore possa aver realizzato vari quadri di genere firmati dal maestro, come ad esempio il Ritratto di José Camarón y Meliá.
Julià si ispirò al maestro anche nelle incisioni e nelle acqueforti, evidenziando una buona creatività. Julià collaborò con numerosi artisti, come ad esempio l'incisore Francisco de Paula Martí Mora (1762-1827), per il quale realizzò vari disegni, tra i quali un Pastore con il suo gregge; con gli incisori Fernando Selma 1752-1810) e Rafael Esteve (1772-1847) realizzò disegni su tematiche militari, tra i quali la Brigata di artiglieria del colonnello Vicente María Maturana.
Importanti furono soprattutto le opere a tematica storica, come il Marchese de la Romana che libera la Galizia, Wellington e Napoleone.

## L'attribuzione del Colosso
Il colosso è una delle opere più significative del Goya. Il 24 giugno 2008, il quotidiano spagnolo ABC pubblicò un articolo che riportò i dubbi degli esperti del Museo del Prado sulla paternità del dipinto. La critica d'arte Manuela Mena, responsabile artistica del Museo del Prado, descrisse i suoi studi e le sue ricerche, secondo i quali Il Colosso non sarebbe da ricondurre al Goya bensì ad un suo allievo, forse Asensio Julià, come sembrerebbe emergere dalla firma posta in basso a sinistra, «AJ»; il dibattito, tuttavia, è ancora molto aperto.

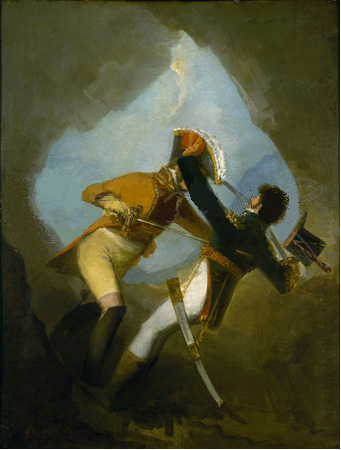
Il duello
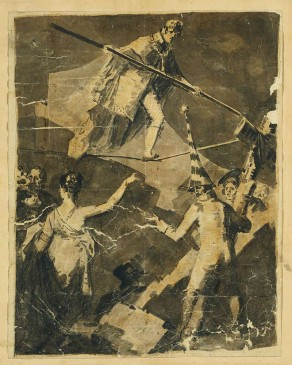
Re Ferdinando VII di Spagna sulla corda
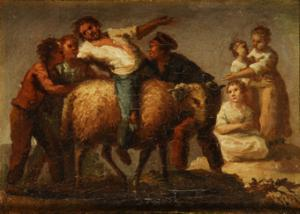
Bambino che gioca con un montone
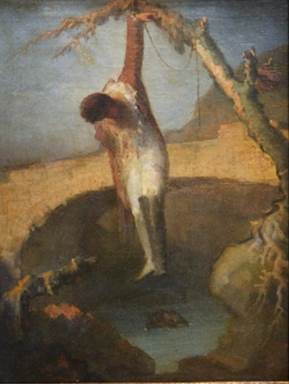
L'esecuzione